# 水星横断小惑星
水星横断小惑星（すいせいおうだんしょうわくせい、Mercury-crosser asteroid）は、その軌道が水星と交叉する小惑星である。

## 一覧
以下に一覧を示す。
なお、「外」は水星外接小惑星を表す。
- (1566) イカルス
- (2101) アドニス : 外
- (2212) ヘファイストス : 外
- (2340) ハトホル : 外
- (3200) ファエトン
- (3838) Epona : 外
- (5143) Heracles : 外
- (5660) 1974 MA : 外
- (5786) Talos
- (16960) 1998 QS52 : 外
- (24443) 2000 OG : 外
- (33342) 1998 WT24 : 外
- (37655) Illapa : 外
- (40267) 1999 GJ4
- (66063) 1998 RO1
- (66146) 1998 TU3 : 外
- (66253) 1999 GT3
- (66391) 1999 KW4
- (66400) 1999 LT7 : 外
- (68348) 2001 LO7 : 外
- (85953) 1999 FK21
- (85989) 1999 JD6 : 外
- (86667) 2000 FO10 : 外
- (87309) 2000 QP : 外
- (87684) 2000 SY2
- (88213) 2001 AF2 : 外
- (88254) 2001 FM129 : 外
- (89958) 2002 LY45
- (96744) 1999 OW3 : 外
- (99907) 1989 VA

以下は2012年8月までに発見された水星横断小惑星の中で、際立った特徴を持つものである。
| 名称      | 備考                                    |
| --------- | --------------------------------------- |
| 2005 HC4  | *最も近日点が太陽に近い (0.071AU)       |
| 2008 EA32 | 外 *最も遠日点が太陽に近い (0.804AU)    |
| 2011 AF3  | 外 *最も遠日点が太陽から遠い (13.606AU) |